# União Barbarense
União Agrícola Barbarense Futebol Clube – brazylijski klub piłkarski z siedzibą w mieście Santa Bárbara leżącym w stanie São Paulo.

## Osiągnięcia
- Mistrz trzeciej ligi brazylijskiej (Campeonato Brasileiro Série C): 2004
- Mistrz drugiej ligi stanu São Paulo (Campeonato Paulista Série A2): 1998

## Historia
Klub União Barbarense założony został 14 listopada 1914 roku, a 7 lat później, 22 maja 1921 roku, oddano do użytku stadion klubu Estádio Antônio R. Guimarães.
W 1921 roku klub wstąpił do federacji piłkarskiej APEA (Associação Paulista de Esportes Atléticos) i wystąpił w organizowanych przez nią mistrzostwach stanu São Paulo (Campeonato Paulista).
W 1948 roku klub wygrał amatorską ligę swojego regionu w ramach rozgrywek organizowanych przez FPF (Federação Paulista de Futebol). W roku 1956 Barbarense opuścił rozgrywki organizowane przez FPF. W 1957 klub wygrał amatorską ligę Liga Barbarense de Futebol, a w roku 1961 ligę Liga Barbarense de Futebol's Taça Cidade. W roku 1963 klub wygrał ostatnią edycję Liga Barbarense de Futebol's Taça Cidade.
W roku 1964 Barbarense stał się klubem zawodowym i wstąpił do stanowej federacji FPF, przystępując do rozgrywek w ramach Campeonato Paulista.
W roku 1966 Barbarense awansował do trzeciej ligi stanu São Paulo, a w 1967 do drugiej ligi. W 1972 roku klub na jeden rok wycofał się z rozgrywek o mistrzostwo stanu. W 1974 roku klub zajął 4 miejsce w drugiej lidze, jednak w tym roku nikt nie awansował do pierwszej ligi (nazywanej specjalną).
Podobnie było w roku 1975, kiedy to klub zajął trzecie miejsce. W 1977 i 1978 roku klub nie dostał się do nowej, pośredniej ligi i União Barbarense nie wziął udziału w rozgrywkach organizowanych przez FPF.
W roku 1979 União Barbarense wrócił do rozgrywek organizowanych przez FPF rozpoczynając grę w piątej lidze Campeonato Paulista.
W 1980 roku Barbarense awansował do trzeciej ligi stanowej (zwanej drugą dywizją - Segunda Divisão).
W 1990 roku jako wicemistrzowie Segunda Divisão klub awansował do drugiej ligi (z racji historycznych nazywanej ligą pośrednią, gdyż pośredniczyła między najwyższą ligą stanu a ligą Segunda Divisão).
W 1994 roku FPF dokonała restrukturyzacji mistrzostw stanu, tworząc w miejsce dotychczasowych lig (licząc od najwyższej do najniższej): Série A1, Série A2, Série A3, Série B1, Série B2 i Série B3. Barbarense umieszczony został w trzeciej lidze (Série A3) zreformowanych mistrzostw stanu.
W 1995 roku klub nie przystąpił do rozgrywek Campeonato Paulista Série A-3, modernizując i powiększając w tym czasie klubowy stadion Antônio Guimarães. W 1996 roku Barbarense ponownie grał w Campeonato Paulista Série A-3.
W roku 1997 klub zajął drugie miejsce w Série A-3 i awansował do Série A-2.
W 1998 roku Barbarense wygrał drugą ligę (Série A-2) i awansował do pierwszej ligi (Série A-1) mistrzostw stanu (Campeonato Paulista).
W roku 1999 klub zadebiutował w pierwszej lidze stanowej, a w 2004 roku Barbarense wygrał trzecią ligę brazylijską (Campeonato Brasileiro Série C) awansując do drugiej ligi (Campeonato Brasileiro Série B).
W 2005 roku Brabarense spadł do drugiej ligi stanu São Paulo (Série A-2). Również w drugiej lidze brazylijskiej nie powiodło się, gdzie Barbarense zajął 20 miejsce i spadł do trzeciej ligi.